# Premier FOOD Group
Premier FOOD Group — українська виробничо-логістична група компаній з щорічним оборотом 2 млрд грн та штатом 1 000 співробітників. Має штаб-квартиру в Києві та виробничі потужності у Вінницької області. Володіє власною мережею хотдог-барів Mr.Grill Hotdogs&Burgers та популярним брендом «Mr.Grill».
Засновник та CEO — Віталій Войтович

## Історія
2007 — компанія Premier FOOD заснована Віталієм Войтовичем
2008 — розпочато постачання високоякісних французьких хот-догів на перші 5 київських АЗС. Для цього була розроблена спеціальна сосиска «Прем'єра» за європейською технологією для приготування на грилі. Використання шокової заморозки забезпечує тривалий термін зберігання без додавання консервантів і зручну логістику.
2010 — було створено бренд французьких хот-догів Mr.Grill, що отримав визнання і популярність серед українських споживачів. Цього року розпочалася співпраця з усіма мережами АЗС України.
2014 — відбулося об'єднання активів компанії Premier FOOD та м'ясокомбінату у Вінницькій області. Група компаній отримала назву Premier FOOD Group. У Київській, Дніпропетровській, Одеській та Львівській областях створені логістичні центри. Впроваджені системи WMS та TMS.
2016 — Premier FOOD Group група експортує свою продукцію у понад 20 країн, серед яких Грузія, Азербайджан, Казахстан, Молдова, Оман, ОАЕ, КНР, Гонконг, Велика Британія, Південна Корея, Йорданія, а також країни Африки.
2017 — у Києві відкрито перший заклад національної мережі хотдог-барів Mr.Grill Hotdogs&Burgers.
2020 — група компаній розпочала продаж своєї продукції в рітейл-сегменті: сосиски та ковбаски під брендом Mr.Grill з'явилися на полицях українських супермаркетів.
Того ж року Premier FOOD Group стала членом Асоціації рітейлерів України.
2022 — незважаючи на повномасштабну війну російської федерації проти України група компаній інвестує в розвиток сировинної бази та збільшення складських потужностей.
2023 — відкрито логістичний центр у Полтавській області.
2023 — запущено першу потужну національну рекламну кампанію для бренду Mr.Grill.

## Діяльність
До складу Premier FOOD Group входить м'ясокомбінат у Вінницької області та мережа хотдог-барів Mr.Grill Hotdogs&Burgers.
Група компаній має власний R&D хаб, власне виробництво під брендом Mr.Grill, складські комплекси площею понад 10 000 кв. м, власну 4PL-логістику і автопарк з розподільчими центрами у Київській, Вінницькій, Полтавській, Львівській, Дніпропетровській та Одеській областях, платформу e-commerce та мобільний застосунок.
Premier FOOD Group виробляє та реалізує понад 10 000 тон продукції, готової до приготування або споживання, на рік: сосиски та ковбаски для хот-догів власного бренду Mr.Grill, котлети для бургерів, готові хот-доги та бургери, а також інші перекуси. Власним R&D хабом розроблено понад 500 рецептур.
Виробництво сертифіковано за європейськими стандартами ISO 22000:2018 та 9001-2015, працює відповідно до системи HACCP, а також має сертифікат Halal.
Бізнес-модель компанії — це комплексне обслуговування продажу хот-догів, бургерів та інших категорій стрітфуду. Кількість партнерів, з якими співпрацює Premier FOOD Group, наблизилась до 10 000 торговельних точок по всій Україні: понад 2 000 АЗК, 6 000 точок стрітфуду та 1 500 роздрібних магазинів національних мереж.
Географія експорту охоплює понад 20 країн.

## Благодійність під час повномасштабного російського вторгнення в Україну
Під час повномасштабного російського вторгнення в Україну Premier FOOD Group не припинила своєї діяльності, забезпечувала щоденне виробництво та безперебійно поставляла продукти харчування для населення всієї України.
Premier FOOD Group постійно співпрацює з благодійними фондами та військовими частинами.
У березні 2022 року CEO та засновник Premier FOOD Group Віталій Войтович спільно з КМДА ініціював створення штабу гуманітарної допомоги в Києві. На станціях метро та в приміщеннях шкіл запрацювали пункти благодійної допомоги з роздачею їжі. За перші тижні було роздано близько 100 000 хот-догів та 20 тон ковбасних виробів.
Від початку повномасштабного російського вторгнення до першої половини 2023 року закрито понад 1000 запитів на суму до 15 млн грн (автомобілі й інша техніка для сил ППО, дизельні генератори, тепловізори, дрони DJI Mavic 3, комп'ютерна техніка, засоби зв'язку).
Обсяг харчової продукції, наданої цивільним та військовим, у 2022 та першій половині 2023 року — до 150 тон.

## Нагороди
- 2019 — «Компанія року 2019» за версією Всеукраїнського галузево-аналітичного центру.[13]
- 2021 — Лауреат бізнеспремії Cabinet Boss. TOP-50 у номінації «Лідер ресторанного та streetfood ринку».[14]
- 2021 — Mr.Grill отримав нагороду BORYSPIL MAGAZINE AWARDS в номінації «Кращий оператор їжі для подорожей».[15]

## Цікаві факти
- 2021 р. — компанія Premier FOOD Group із своїм власним брендом Mr.Grill потрапив у Книгу Рекордів України, приготувавши хот-дог довжина якого складала 1,83 м, вага — 24 кг.[16]

## Статті про компанію
- Ті самі хот-доги з АЗК – формула успіху найбільшого виробника хот-догів Mr.Grill в Україні (електронний) // liga.net. — Київ, 2023. — Травень. Процитовано 07.05.2023.
- ВІТАЛІЙ ВОЙТОВИЧ ПРО PREMIER FOOD: ЙОГО ІСТОРІЮ УСПІХУ, ІННОВАЦІЇ ТА ЗБЕРЕЖЕННЯ В УМОВАХ ВІЙНИ (електронний) // fostylen.com. — Київ, 2023. — Жовтень. Процитовано 2023.
- «Ті самі хот-доги з АЗК» – Віталій Войтович, засновник та CEO Premier Food Group, розповів як бренд Mr.Grill змінив культуру споживання хот-догів в Україні та чому і як компанія допомагає розвиватися малому бізнесу (електронний) // forbes.ua. — Київ, 2023. — Червень. Процитовано 2023.

- Vitalii Voitovych about “Premier FOOD”: its history of success, innovation, and preservation in wartime (електронний) // business-ml.world. — Київ, 2023. — Березень. Процитовано 10.03.2023.

- «Ті самі хот-доги з АЗК» — бренд Mr.Grill — найбільший виробник хот-догів в Україні (електронний) // nv.ua. — Київ, 2023. — Травень.